# Maria Elisabetta Alberti Casellati
Maria Elisabetta Alberti Casellati   (Rovigo, 12 d'agost de 1946) és una advocada i política italiana. Membre del partit de centre-dreta Forza Italia, i molt propera a l'empresari, polític i ex-primer ministre Silvio Berlusconi, és d'ençà del 2018 presidenta del Senat de la República italiana, essent la primera dona a ocupar aquest càrrec, el segon més important de l'estat italià.
Adherent de Forza Italia d'ençà de la seva fundació el 1974 va ser senadora pel Vèneto a partir de 1994 durant dos anys, de nou a partir de 2001, reelegida seguidament fins al 2006 i finalment del 2018 a l'actualitat. També ha assolit altres càrrecs importants com el de sotssecretària d'estat dues vegades, i va ser membre del Consell Superior de la Magistratura italiana.